# Trofeo Teresa Rivero
A Trofeo Teresa Rivero egy barátságos labdarúgókupa-sorozat, amelyet a Rayo Vallecano szervez. A kupát 2002 óta rendezik meg.

## Az eddigi győztesek
| Év   | Bajnok             | Eredmény | Második            |
| ---- | ------------------ | -------- | ------------------ |
| 2002 | OFK Beograd        | 0-0*     | Rayo Vallecano     |
| 2003 | Rayo Vallecano     | 2-1      | Atlético de Madrid |
| 2004 | Getafe CF          | 0-0*     | Rayo Vallecano     |
| 2005 | Rayo Vallecano     | 4-0      | Málaga CF          |
| 2006 | Real Valladolid CF | 0-0*     | Rayo Vallecano     |
| 2007 | Getafe CF          | 2-1      | Rayo Vallecano     |
| 2008 | Atlético de Madrid | 4-2      | Rayo Vallecano     |
| 2009 | Real Valladolid CF | 3-1      | Rayo Vallecano     |

*: Tizenegyesekkel

## Legsikeresebb csapatok
| Rayo Vallecano     | 2 | 2003, 2005  |
| Getafe CF          | 2 | 2004, 2007  |
| Real Valladolid CF | 2 | 2006 y 2009 |
| OFK Beograd        | 1 | 2002        |
| Atlético de Madrid | 1 | 2008        |

## Fordítás
- Ez a szócikk részben vagy egészben  a   Trofeo Teresa Rivero című spanyol Wikipédia-szócikk fordításán alapul.  Az eredeti cikk szerkesztőit annak laptörténete sorolja fel. Ez a jelzés csupán a megfogalmazás eredetét és a szerzői jogokat jelzi, nem szolgál a cikkben szereplő információk forrásmegjelöléseként.